# Mord ist aller Laster Anfang
Mord ist aller Laster Anfang (Originaltitel Say it with Poison) aus dem Jahre 1991 ist der erste Roman der Kriminalautorin Ann Granger und der erste Fall der von ihr erfundenen Figuren Meredith Mitchell und Alan Markby.
Dem Roman folgten 14 weitere Romane mit Meredith Mitchell und Alan Markby als Protagonisten, der letzte 2004.

## Inhalt
Meredith Mitchell wird zur Hochzeit der Tochter ihrer Cousine, der Schauspielerin  Eve Owens eingeladen. In dem kleinen Dorf Westerfield, in dem Eve  mit ihrem verstorbenen dritten Mann Robert Freeman das alte Pfarrhaus gekauft hatte, lernt sie u. a. Saras Brautführer Alan Markby und den jungen Philip Lorimmer kennen. Dieser ist in einen Streit mit seinem Nachbarn Bert Yewell verstrickt, der sich über Lorimmers Siamkatzen aufregt. Sara wird währenddessen mit Drohbriefen und z. B. einem Ochsenherz vor der Tür terrorisiert. Meredith findet schließlich eine von Philips Katzen und schließlich Philip selbst vergiftet vor. Die Owens rücken ins Visier der Ermittlungen, die Alan Markby übertragen werden. Schließlich wird auch der alte Bert in seinem Schuppen, aus dem das Gift entwendet wurde, erschlagen. Es stellt sich heraus, dass Philip Eve und Sara erpresst hatte und Eve, die das Geld nicht aufbringen konnte, ihn mit vergifteter Milch umgebracht hat. Als Eve die Fotos, die Philip im Schuppen versteckt hatte, holen wollte, wurde sie von Bert überrascht, und sie tötete auch ihn. Als Meredith erfährt, dass Eve auch ihren ersten Mann Mike, mit dem Meredith eine Affäre hatte, erschossen hatte, verrät sie Eve bei der Polizei. Lucia vergiftet ihre Arbeitgeberin schließlich, um sie vor dem Gefängnis zu bewahren. John lässt aufgrund des Skandals die Hochzeit platzen. Meredith und Markby, die sich während der Ermittlungen näher gekommen waren, einigen sich darauf, dass sie in Zukunft wieder getrennte Wege gehen.

## Form
Der Roman ist als typischer Whodunit konzipiert: Schauplatz ist die enge Welt eines konkreten Dorfs, es gibt nur eine überschaubare Zahl Verdächtiger, der Täter wird enttarnt und der Fall  für den Leser in einem rasanten Showdown auf drei Seiten vollständig entschlüsselt.

## Figuren
- Alan Markby, Chief Inspektor
- Meredith Mitchell, englische Konsulin in Ungarn
- Eve Owens, ihre Cousine
- Sara Emerson, Eves Tochter
- Jonathan Lazenby, Saras Verlobter
- Albie Elliot, Filmregisseur
- Peter Russell, Arzt
- Lucia, Eves Köchin
- Philip Lorimmer, Töpfer
- Albert Yewell, Friedhofsgärtner
- Pearl Yewell, seine Nichte und Putzfrau bei den Owens
- Howard Locke, pensionierter Offizier
- Mrs. Locke, seine Frau
- Mrs. Hartman, Bibliothekarin
- Sergeant Pearce, ein Polizist
- Fiona, Saras Nachbarin

## Ausgabe
- Mord ist aller Laster Anfang, Bastei-Lübbe 2010, ISBN 978-3404129669
- Mord ist aller Laster Anfang. Hörbuch. Gelesen von Eva Michaelis. Audible. 2010